# Ramentomiris
Ramentomiris is een geslacht van wantsen uit de familie van de Miridae (Blindwantsen). Het geslacht werd voor het eerst wetenschappelijk beschreven door Stonedahl & Schuh in 1986.

## Soorten
Het genus bevat de volgende soorten:

- Ramentomiris baja Stonedahl & Schuh, 1986
- Ramentomiris loreto Stonedahl & Schuh, 1986